# Барбутска джамия
Барбутската джамия (на гръцки: Τζαμί της Μπαρμπούτας) е бивш мюсюлмански храм в южномакедонския град Бер (Верия), Гърция.
Разположена е в традиционния еврейски романиотски квартал Барбута на град Бер. След обмяната на населението между Гърция и Турция в 1920-те години е превърната в частна къща.